# Nephodia intermedia
Nephodia intermedia är en fjärilsart som beskrevs av Max Joseph Bastelberger 1908. Nephodia intermedia ingår i släktet Nephodia och familjen mätare. Inga underarter finns listade i Catalogue of Life.